# Сапожников, Андрей Петрович
Андрей Петрович Сапожников (1795—1855) — художник-любитель; действительный статский советник. Автор руководства по изучению рисования.

## Биография
Родился в 1795 году.
В 1811 году был произведён в офицеры; состоя с 20 мая 1811 года на службе по инженерному корпусу, длительное время посещал рисовальные классы Императорской академии художеств; занимался в свободное от службы время написанием исторических картин и портретов.
В 1823 году его женой стала дочь генерал-майора Дмитрия Петровича Резвого Вера (1804—02.08.1849), у которой родилась дочь Надежда.
В 1830 году получил в управление собственную чертёжную великого князя Михаила Павловича, руководил её художественными изданиями и в том же году, будучи уже инженер-полковником, был избран в «почётные вольные общники» Академии художеств. В 1834 году составил «Начальный курс рисования» и подарил его Академии, вместе с образцами (моделями и гипсами), для раздачи ученикам на экзаменах.
Был произведён 1 января 1832 года в действительные статские советники. В 1844 году был назначен «главным наставником-наблюдателем черчения и рисования» в военно-учебных заведениях.
Был известен как рисовальщик картин к басням Крылова (18340, костюмов русской гвардии и армии. Одним из первых он занимался применением гальванопластики к снятию копий с выгравированных досок. Вместе с Ф. И. Прянишниковым он издал «Ветхий завет в 86-ти очерках, с рисунков Агина, гравированных К. Афанасьевым» (1846) и «Костюмы всех народов в литографических рисунках».
С момента основания Общества поощрения художников был его казначеем; ему был поручен надзор над пенсионерами этого учреждения.
Скончался 17 (29) марта 1855 года. Был похоронен на Волковском православном кладбище.

## Творчество
Из картин Сапожникова известны:
- «Прометей, прикованный к скале и терзаемый орлом» (1830) — в академическом музее;
- «Вакханалия» — у Ф. И. Прянишникова;
- копия картины «Полтавская битва» — в инженерном департаменте.

Из гравюрных работ его известны:
- Грифонаж; большая доска, посередине, которой хорошо оконченная голова богини в шлеме;
- 53 картинки, гравированные почти очерком, крепкой водкой; при них книжка с текстом Даля: «Похождение Христиана Христиановича Виольдамура». Сочинение В. Луганского;
- Атлас зоологии, 52 картинки. (СПб., 1847);
- 92 контурные картинки к басням Крылова. (СПб.: Изд. Смирдина, 1834);
- 14 литографированных листов к брошюре Оленина: «Опыт об одежде, оружии, нравах, обычаях и степени просвещения славян от времени Траяна и русских князей до нашествия татар. Период первый». Литографированы с картин Ф. Г. Солнцева;
- Гравюра очерком, женщина-амазонка, в рост; за спиною колчан, в правой руке секира, на которую фигура опирается.